# Cantó d'Acós
El cantó d'Acós és un cantó francès del departament dels Pirineus Atlàntics, situat al districte d'Auloron. Té 13 municipis i el cap és Acós.

## Municipis
- Acós
- Aidius
- Bedós
- Bòrça
- Cèta e Eigun
- Escòt
- Eth Saut
- Les e Atàs
- Lascun
- Ardiòs e Ishèra
- Òussa
- Sarrança
- Urdòs

| Data d'elecció                           | Identitat       | Partit              | Qualitat |
| ---------------------------------------- | --------------- | ------------------- | -------- |
| 1919-1937                                | Henri Lillaz    | Radical independent |          |
| 1937-1958                                | Pierre Sarthou  |                     |          |
| 1958-1976                                | Roger Lernout   |                     |          |
| 1976-1982                                | Robert Balangué | PS                  |          |
| 1982-                                    | Jean Lassalle   | UDF, després MoDem  |          |
| les dades anteriors no són pas conegudes |                 |                     |          |
|                                          |                 |                     |          |